# Mount Mallis
Mount Mallis ist ein 1360 m hoher Berg im ostantarktischen Viktorialand. Er ragt in den Prince Albert Mountains auf halbem Weg zwischen Mount Joyce und Mount Billing auf.
Der United States Geological Survey kartierte ihn anhand eigener Vermessungen und mithilfe von Luftaufnahmen der United States Navy zwischen 1956 und 1962. Das Advisory Committee on Antarctic Names benannte ihn 1968 nach dem US-amerikanischen Geophysiker Robert R. Mallis, der im antarktischen Winter 1966 auf der Amundsen-Scott-Südpolstation tätig war.